# Batalla d'Aljubarrota
La batalla d'Aljubarrota va tenir lloc el capvespre del 14 d'agost de 1385 entre tropes portugueses, comandades per Joan I de Portugal i el seu conestable Nuno Álvares Pereira, i l'exèrcit de Joan I de Castella. La batalla es va produir al camp de Sant Jordi, al voltant de la vila d'Aljubarrota, entre les localitats de Leiria i Alcobaça, al centre de Portugal. El resultat va ser la derrota castellana, la fi de la crisi portuguesa de 1383-1385 i la consolidació de Joan I com a rei de Portugal, el primer de la dinastia Avís. La pau definitiva amb Castella no es va establir fins al 1411, amb la signatura del tractat d'Ayllón (Segòvia), després d'algunes agressions portugueses en territori castellà i accions com la batalla de Valverde (15 d'octubre de 1385), amb el triomf de Nuno Álvares Pereira sobre els castellans a Valverde de Mérida.

## Antecedents
Al final del segle xiv, Europa es trobava enmig d'una època de crisi i revolució. La Guerra dels Cent Anys devastava França, epidèmies de pesta negra s'enduien vides per tot el continent, la inestabilitat política dominava i Portugal no n'era una excepció.
Durant la segona meitat d'aquest segle xiv la rivalitat i lluites entre Castella i Portugal era grans: Ferran I de Portugal havia mantingut aspiracions al tron de Castella donant lloc d'ençà de 1369 a les anomenades tres Guerres Ferrandines. El 1383 Ferran I va morir sense descendència masculina que heretés la Corona. La seva única filla, la infanta Beatriu de Portugal estava casada amb Joan I de Castella. La burgesia es mostrava insatisfeta amb la regència de la reina Elionor Telles de Menezes i del seu favorit, el comte João Fernandes Andeiro, i amb l'ordre de successió, ja que això significaria l'annexió de Portugal a Castella. El resultat va ser un aixecament a Lisboa, la mort del comte Andeiro i la petició del poble al mestre de l'Orde d'Avís, fill natural de Pere I de Portugal, que fos regent i defensés el país.
El període d'interregne que va seguir es coneix com la crisi portuguesa de 1383-1385. Finalment, el 6 d'abril de 1385 Joan, mestre de l'Orde d'Avís, és aclamat rei per les corts reunides a Coimbra. Però el rei de Castella no va renunciar al seu dret a la corona portuguesa, que li venia pel seu casament. Pel juny envaeix Portugal al capdavant del seu exèrcit, auxiliat per un contingent de cavalleria francesa.

## Disposició de l'exèrcit portuguès
Quan van arribar les notícies de la invasió, Joan I de Portugal es trobava a Tomar, en companyia de Nuno Álvares Pereira, conestable del regne i del seu exèrcit. La decisió, presa després d'alguns dubtes inicials, va ser enfrontar-se als castellans abans que poguessin arribar a Lisboa.
Amb els seus aliats anglesos, l'exèrcit portuguès va interceptar l'exèrcit castellà a Leiria. Donada la lentitud amb què els castellans avançaven, Nuno Álvares Pereira va tenir temps per escollir un terreny favorable per a la batalla, assistit pels experts anglesos. L'opció va recaure sobre un petit turó de cim pla envoltat per rierols, prop d'Aljubarrota. Cap a les 10 del matí del 14 d'agost l'exèrcit va prendre posicions al vessant nord del turó, davant la pista per on els castellans eren esperats. Seguint el mateix pla d'altres batalles del segle xiv (Crécy i Poitiers en serien bons exemples), les disposicions portugueses van ser les següents: cavalleria desmuntada i infanteria al centre de la línia envoltades pels flancs d'arquers anglesos, protegits per obstacles naturals (en aquest cas rius). A la rereguarda, esperaven els reforços enviats per Joan I de Portugal en persona. En aquesta posició, altament defensiva, els portuguesos van esperar l'arribada de l'exèrcit castellà protegits pel vessant del turó.

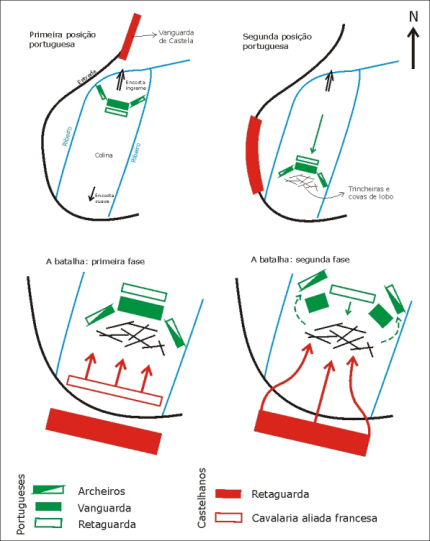
Batalla d'Aljubarrota

## L'arribada dels castellans
L'avantguarda de l'exèrcit castellà va arribar al teatre d'operacions al migdia, sota un sol de justícia de mitjans d'agost. En veure la posició defensiva ocupada pels que ells consideraven rebels, el rei de Castella va prendre l'encertada decisió d'evitar el combat en aquestes condicions. Lentament, a causa dels 30.000 soldats que constituïen els seus efectius, l'exèrcit castellà va començar a envoltar el turó pel camí del costat del sol naixent. Les patrulles castellanes havien verificat que el vessant sud del turó tenia un desnivell més suau i era per aquí per on pretenien atacar.
En resposta a aquest moviment, l'exèrcit portuguès va invertir la seva disposició i es va dirigir al vessant sud. Ja que estaven en inferioritat numèrica i tenien un camí més curt que recórrer, el contingent portuguès va aconseguir la seva posició final a l'inici de la tarda. Per evitar nerviosismes i mantenir la moral elevada, Nuno Álvares Pereira va ordenar la construcció d'un conjunt de trinxeres i coves al davant de la línia d'infanteria. Aquesta tàctica defensiva, molt típica dels exèrcits anglesos, va ser potser un suggeriment dels aliats britànics presents sobre el terreny.
Cap a les sis de la tarda, els castellans estaven preparats per a la batalla. D'acord amb el registre escrit pel rei de Castella després de la batalla, els seus soldats estaven bastant cansats després d'un dia de marxa en condicions de molta calor. Però no hi havia temps per tornar enrere i la batalla va començar.

## Batalla
La iniciativa de començar la batalla va partir de Castella, amb una càrrega de la cavalleria francesa: a tota brida i amb força, per trencar la línia d'infanteria adversària. Però, tal com va succeir en la batalla de Crécy, els arquers anglesos col·locats en els flancs i el sistema de trinxeres van fer la major part del treball. Molt abans de ni tan sols entrar en contacte amb la infanteria portuguesa, la cavalleria ja es trobava desorganitzada i confusa, atesa la por dels cavalls a avançar per terreny irregular i l'eficàcia de la pluja de fletxes que queia sobre ells. Les baixes de la cavalleria van ser grans i l'efecte de l'atac nul. La rereguarda castellana es va demorar a auxiliar-los i, en conseqüència, els cavallers que no van morir van ser fets presoners.
Després d'aquest contratemps, la restant, però substancial part de l'exèrcit castellà va entrar en la contesa. La seva línia era bastant extensa, pel gran nombre de soldats. En avançar en direcció als portuguesos, els castellans van ser forçats a desorganitzar les seves pròpies línies per a encabir-se en l'espai situat entre els dos rius. Així, els castellans van estar desorganitzats, els portuguesos varen ressituar les seves forces dividint l'avantguarda de Nuno Álvares en dos sectors, per afrontar la nova amenaça. Veient que el pitjor encara estava per arribar, Joan I de Portugal va ordenar la retirada dels arquers i l'avanç de la rereguarda a través de l'espai obert en la línia de front. Va ser en aquest moment en què els portuguesos van haver de cridar a tots els homes i es va prendre la decisió d'executar tots els presoners francesos.
Atrapats entre els flancs portuguesos i la rereguarda avançada, els castellans van lluitar desesperadament per la victòria. En aquesta fase de la batalla, les baixes van ser molt grans per ambdós costats, principalment del costat castellà i el flanc esquerre portuguès, recordat amb el nom Ala dels enamorats. A la posta del sol, la situació dels castellans ja era deseperada i, amb la batalla perduda, Joan I de Castella va ordenar la retirada. Els castellans es van retirar en desbandada del camp de batalla. Els soldats i el poble dels voltants seguien el desenllaç i no van dubtar a matar els fugitius.
De la persecució popular va sorgir una tradició portuguesa al voltant de la batalla: una dona, de nom Brites d'Almeida, recordada com la Padeira de Aljubarrota, molt forta i amb sis dits a cada mà, va emboscar i matar amb les seves pròpies mans molts castellans en fugida. Aquesta història no és més que una llegenda popular, però la massacre que va seguir la batalla és històrica.

## L'endemà
El matí del 15 d'agost, la magnitud de la derrota soferta pels castellans quedava patent: els cadàvers eren tants que van arribar a interrompre el curs dels rius que flanquejaven el turó.
Les pèrdues humanes van ser quantioses; molts dels caiguts, com Pedro González de Mendoza, senyor d'Hita i Buitrago, Juan Téllez de Castella, senyor d'Aguilar de Campoo, o Diego Gómez Manrique, senyor d'Amusco i Treviño, pertanyien al més alt escalafó social i nobiliari, cosa que va causar dol a Castella fins a 1387.
La cavalleria francesa va patir a Aljubarrota una derrota més contra tàctiques defensives d'infanteria, després de Crécy i Poitiers. La batalla d'Azincourt, ja al segle xv, va mostrar que Aljubarrota no va ser l'últim exemple.
Amb aquesta victòria Joan I va esdevenir rei indiscutit de Portugal, el primer de la dinastia Avís. Per celebrar la victòria i agrair l'auxili diví que creia haver rebut, Joan I de Portugal va manar erigir el monestir de Santa Maria de la Victòria (monestir de Batalha) i fundar la vila de Batalha.

## Llegenda de Padeira de Aljubarrota
La llegenda de Padeira de Aljubarrota o la Fornera d'Aljubarrota és el nom amb què es coneix la senyora Brites (o Beatriz) de Almeida a qui se li atribueix una llegenda associada a la Batalla d'Aljubarrota del 14 d'agost del 1385 en plena Guerra d'Independència de Portugal La victòria va ser molt celebrada pel poble que va sortir als carrers a rebre la bona notícia. Aquest episodi va ser objecte de llegendes, entre les quals la de la Fornera d'Aljubarrota. Diu la llegenda que l'exèrcit castellà es va refugiar a ca una fornera per tal de fugir a la fúria de l'exèrcit portuguès. La fornera, Brites de Almeida, mentre encenia el forn, es va adonar de l'entrada dels castellans al seu negoci. És llavors quan decideix augmentar el volum del forn i fer-los foragitar mentre els matava amb la pala del pa. La llegenda és recordada i explicada així als estudiants d'Història de Portugal.